# Thomomys
Thomomys es un género de roedores de la familia Geomyidae. Se distribuyen por el oeste de América del Norte.

## Especies
- Thomomys atrovarius J. A. Allen, 1898
- Thomomys bottae (Eydoux & Gervais, 1836)
- Thomomys bulbivorus (Richardson, 1829)
- Thomomys clusius Coues, 1875
- Thomomys idahoensis Merriam, 1901
- Thomomys mazama Merriam, 1897
- Thomomys monticola J. A. Allen, 1893
- Thomomys nayarensis Mathis, M.Hafner, D.Hafner & Demastes, 2013
- Thomomys sheldoni Bailey, 1915
- Thomomys talpoides (Richardson, 1828)
- Thomomys townsendii (Bachman, 1839)
- Thomomys umbrinus (Richardson, 1829)